# Larousse Gastronomique
Larousse Gastronomique (phát âm [la.ʁus ɡas.tʁɔ.nɔ.mik]) là một cuốn bách khoa toàn thư về ẩm thực. Phần lớn cuốn sách nói về ẩm thực Pháp, bao gồm các công thức nấu ăn và kỹ thuật nấu ăn của Pháp. Ấn bản đầu tiên bao gồm một số món ăn và nguyên liệu không phải của Pháp; các phiên bản sau này bao gồm nhiều hơn nữa. Cuốn sách ban đầu được xuất bản bởi Éditions Larousse ở Paris vào năm 1938.

### Bản dịch Tiếng Anh
- Montagné, Prosper. Larousse gastronomique: the encyclopedia of food, wine & cookery, Ed. Charlotte Turgeon and Nina Froud. New York, Crown Publishers, 1961. The English translation of the 1938 edition. ISBN 0-517-50333-6
- Montagné, Prosper. Larousse Gastronomique: The New American Edition of the World's Greatest Culinary Encyclopedia. Edited by Jennifer Harvey Lang. New York: Crown, 1988. Second English edition.ISBN 0-609-60971-8
- Montagné, Prosper. Larousse Gastronomique: The New American Edition of the World's Greatest Culinary Encyclopedia, Ed. Jenifer Harvey Lang. New York, Crown Publishers, 1998. ISBN 0-517-57032-7
- Montagné, Prosper. Larousse Gastronomique: The World's Greatest Culinary Encyclopedia. Edited by Jennifer Harvey Lang. New York: Clarkson Potter, 2001. Third English edition.  ISBN 978-0-600-62042-6